# 24 (nombre)
« Vingt-quatre » redirige ici. Cet article concerne le nombre 24. Pour l'année, voir 24.
Le nombre 24 (vingt-quatre) est l’entier naturel qui suit 23 et qui précède 25.

## En mathématiques
Le nombre 24 est la factorielle de 4 et un nombre composé ; ses diviseurs propres sont 1, 2, 3, 4, 6, 8 et 12, ce qui justifie que 24 est un nombre hautement composé. Les nombres obtenus, en soustrayant 1 de chacun de ses diviseurs (à l’exception de 1 et 2, mais en incluant lui-même), sont tous premiers ; 24 est le plus grand nombre possédant cette propriété.
Il y a dix solutions à l’équation {\displaystyle \varphi (x)=24\,} où {\displaystyle \varphi \,} est la fonction indicatrice d'Euler (ou fonction totient). Ce sont les entiers 35, 39, 45, 52, 56, 70, 72, 78, 84 et 90. Il y a plus de solutions à cette équation que pour n’importe quel autre entier inférieur à 24, ce qui fait de lui un nombre hautement totient.
24 est le plus petit nombre à être trois fois  brésilien (ou 3-brésilien), c'est donc un nombre hautement brésilien avec 24 = 445 = 337 = 2211.
24 est le seul nombre, avec 42, ayant des chiffres différents donnant le même résultat si on inverse ses chiffres (puissance) : 24 = 42 = 16.
24 est un nombre ennéagonal. Ce nombre est aussi égal à la somme de deux nombres premiers jumeaux (11 + 13). C’est de plus un nombre Harshad et un nombre semi-méandrique.
24 est le plus petit des entiers naturels {\displaystyle n} (hormis les puissances des nombres premiers) tels qu'il existe un groupe d'ordre {\displaystyle n} sans sous-groupe de Sylow distingué ; un tel groupe d'ordre 24 est nécessairement isomorphe au groupe symétrique sur 4 éléments.

## Autres domaines

Le Chakra d'Ashoka qui tourne représente la roue éternelle de la loi

La 24e lune de Jupiter est Pasiphaé.
Le nombre 24 est aussi :
- le numéro atomique du chrome, un métal de transition ;
- le numéro de la sourate An-Nur dans le Coran ;
- le nombre d’heures dans un jour (24h00 = minuit) ;
- le nombre de cycles dans l’année solaire chinoise ;
- le nombre de livres dans le Tanakh ;
- le nombre de carats de l’or pur ;
- le nombre de lettres dans les alphabets grecs moderne et classique. Par rapport à la dernière raison, le nombre de chapitres ou « livres » avec lesquels on peut diviser l’Odyssée et de l’Iliade d’Homère ;
- le nombre total de clefs mineures et majeures dans la musique tonale occidentale, en ne comptant pas les équivalents enharmoniques. Par conséquent, pour les collections de pièces écrites dans chaque clef, le nombre de pièces dans une telle collection, comme : les 24 Préludes de Chopin, ou ceux de Rachmaninov, de Debussy, de Scriabine, de Chostakovitch ;
- le n° du projet d’autoroute française qui part d’Amiens pour aller jusqu’à la frontière belge ;
- le n° du département français, la Dordogne ;
- le numéro du cerf au jeu brésilien Jogo do bicho, ce numéro est donc associé au Brésil à l'homosexualité, comme le cerf[1] ;
- le nombre d’années de mariage des noces de satin ;
- le nombre d'images par seconde projetées au cinéma actuel ;
- le nombre de langues officielles de l'Union européenne ;
- le nombre d'albums de Tintin, en comptant l'album inachevé Tintin et l'Alph-Art ;
- années historiques : -24, 24 ou 1924 ;
- Ligne 24  ;
- au Québec : une caisse de 24 signifie une caisse de 24 bières ;
- le numéro du maillot du célèbre joueur de Los Angeles Lakers, Kobe Bryant ;
- 24 heures chrono, feuilleton télévisé ;
- 24/7, abréviation relative au commerce ;
- les 24 heures du Mans, une compétition automobile.
- facteurs de 24
- 24 Hours chrono - Wikipedia